# Campeonato Mundial de Atletismo de 2013 - Salto com vara masculino
O salto com vara masculino do Campeonato Mundial de Atletismo de 2013 teve sua fase qualificatória em 10 de agosto e final em 12 de agosto no Estádio Lujniki, em Moscou.

## Recordes
Antes desta competição, os recordes mundiais e do campeonato nesta prova eram os seguintes:
| Tipo                  | Atleta        | Altura | Local     | Data                | Ref |
| --------------------- | ------------- | ------ | --------- | ------------------- | --- |
|                       | Sergey Bubka  | 6,14   | Sestriere | 31 de julho de 1994 | ver |
| Recorde do campeonato | Dmitri Markov | 6,05   | Edmonton  | 9 de agosto de 2001 | ver |

## Cronograma
| Data         | Hora  | Evento        |
| ------------ | ----- | ------------- |
| 10 de agosto | 10:15 | Primeira fase |
| 12 de agosto | 20:25 | Final         |

## Resultados
| KEY: | Q | Qualificado | q | 12 melhores desempenhos | NR | Recorde nacional | PB | Melhor marca pessoal | SB | Sazonal melhor |

### Primeira fase
Qualificação: 5,70 m (Q) e pelo menos 12 melhores (q) avançam para a final 
| Classificação | Grupo | Nome                     | Nacionalidade  | 5,25 | 5,40 | 5,55 | 5,65 | 5,70 | Marca | Nota |
| ------------- | ----- | ------------------------ | -------------- | ---- | ---- | ---- | ---- | ---- | ----- | ---- |
| 1             | A     | Jan Kudlička             | Chéquia        | -    | o    | -    | xo   |      | 5,65  | q    |
| 1             | B     | Renaud Lavillenie        | França         | -    | -    | -    | xo   |      | 5,65  | q    |
| 3             | B     | Brad Walker              | Estados Unidos | -    | -    | o    |      |      | 5,55  | q    |
| 3             | A     | Malte Mohr               | Alemanha       | -    | -    | o    |      |      | 5,55  | q    |
| 3             | A     | Konstadinos Filippidis   | Grécia         | -    | o    | o    |      |      | 5,55  | q    |
| 6             | B     | Augusto de Oliveira      | Brasil         | -    | xxo  | o    |      |      | 5,55  | q    |
| 7             | B     | Björn Otto               | Alemanha       | -    | -    | xo   |      |      | 5,55  | q    |
| 7             | A     | Seito Yamamoto           | Japão          | -    | o    | xo   |      |      | 5,55  | q    |
| 7             | A     | Raphael Holzdeppe        | Alemanha       | -    | -    | xo   |      |      | 5,55  | q    |
| 7             | A     | Alhaji Jeng              | Suécia         | -    | o    | xo   |      |      | 5,55  | q    |
| 11            | A     | Valentin Lavillenie      | França         | xxo  | o    | xo   |      |      | 5,55  | q    |
| 12            | A     | Xue Changrui             | China          | o    | o    | xxo  |      |      | 5,55  | q    |
| 13            | A     | Sergey Kucheryanu        | Rússia         | -    | xo   | xxo  |      |      | 5,55  | q    |
| 14            | A     | Oleksandr Korchmid       | Ucrânia        | -    | o    | xxx  |      |      | 5,40  |      |
| 14            | A     | Thiago Braz da Silva     | Brasil         | -    | o    | xxx  |      |      | 5,40  |      |
| 14            | A     | Daichi Sawano            | Japão          | -    | o    | xxx  |      |      | 5,40  |      |
| 14            | A     | Jere Bergius             | Finlândia      | o    | o    | xxx  |      |      | 5,40  |      |
| 14            | B     | Nikita Filippov          | Cazaquistão    | o    | o    | xxx  |      |      | 5,40  |      |
| 19            | B     | Ivan Yeryomin            | Ucrânia        | xo   | o    | xxx  |      |      | 5,40  |      |
| 19            | B     | Jeremy Scott             | Estados Unidos | xo   | o    | xxx  |      |      | 5,40  |      |
| 21            | B     | Hiroki Ogita             | Japão          | -    | xo   | xxx  |      |      | 5,40  |      |
| 21            | B     | Lázaro Borges            | Cuba           | -    | xo   | xxx  |      |      | 5,40  |      |
| 21            | B     | Vladyslav Revenko        | Ucrânia        | -    | xo   | xxx  |      |      | 5,40  |      |
| 24            | A     | Edi Maia                 | Portugal       | xo   | xo   | xxx  |      |      | 5,40  |      |
| 24            | A     | Jack Whitt               | Estados Unidos | xo   | xo   | xxx  |      |      | 5,40  |      |
| 24            | B     | Aleksandr Gripich        | Rússia         | xo   | xo   | xxx  |      |      | 5,40  |      |
| 27            | A     | Shawnacy Barber          | Canadá         | xo   | xxo  | xxx  |      |      | 5,40  |      |
| 28            | A     | Claudio Stecchi          | Itália         | xxo  | xxo  | xxx  |      |      | 5,40  |      |
| 29            | B     | João Gabriel Sousa       | Brasil         | o    | xxx  |      |      |      | 5,25  |      |
| 29            | B     | Jin Min-Sub              | Coreia do Sul  | o    | xxx  |      |      |      | 5,25  |      |
| 31            | A     | Rasmus Wejnold Jørgensen | Dinamarca      | xo   | xxx  |      |      |      | 5,25  |      |
| 31            | B     | Yang Yancheng            | China          | xo   | xxx  |      |      |      | 5,25  |      |
| 33            | A     | Mareks Ārents            | Letônia        | xxo  | xxx  |      |      |      | 5,25  |      |
|               | A     | Zhang Wei                | China          | xxx  |      |      |      |      | NM    |      |
|               | B     | Ivan Horvat              | Croácia        | xxx  |      |      |      |      | NM    |      |
|               | B     | Steven Lewis             | Grã-Bretanha   | -    | xxx  |      |      |      | NM    |      |
|               | B     | Giuseppe Gibilisco       | Itália         | -    | -    | xxx  |      |      | NM    |      |
|               | B     | Robert Sobera            | Polónia        | -    | xxx  |      |      |      | NM    |      |
|               | B     | Igor Bychkov             | Espanha        | xxx  |      |      |      |      | NM    |      |
|               | B     | Michal Balner            | Chéquia        | -    | xxx  |      |      |      | NM    |      |

### Final
A final foi iniciada as 19:00 
| Classificação     | Nome                   | Nacionalidade  | 5,50 | 5,65 | 5,75 | 5,82 | 5,89 | 5,96 | Marca | Nota |
| ----------------- | ---------------------- | -------------- | ---- | ---- | ---- | ---- | ---- | ---- | ----- | ---- |
| Medalha de ouro   | Raphael Holzdeppe      | Alemanha       | –    | o    | –    | o    | o    | xxx  | 5,89  |      |
| Medalha de prata  | Renaud Lavillenie      | França         | –    | xo   | –    | xo   | xxo  | xxx  | 5,89  |      |
| Medalha de bronze | Björn Otto             | Alemanha       | o    | o    | xo   | o    | xxx  |      | 5,82  |      |
| 4                 | Brad Walker            | Estados Unidos | –    | xo   | xo   | o    | xxx  |      | 5,82  |      |
| 5                 | Malte Mohr             | Alemanha       | o    | o    | xo   | xxo  | xxx  |      | 5,82  |      |
| 6                 | Seito Yamamoto         | Japão          | o    | xxo  | xxo  | xxx  |      |      | 5,75  | PB   |
| 7                 | Jan Kudlička           | Chéquia        | xxo  | xo   | xxo  | xxx  |      |      | 5,75  |      |
| 8                 | Sergey Kucheryanu      | Rússia         | o    | o    | xxx  |      |      |      | 5,65  |      |
| 9                 | Alhaji Jeng            | Suécia         | xo   | o    | xxx  |      |      |      | 5,65  | SB   |
| 10                | Konstadinos Filippidis | Grécia         | o    | xo   | xxx  |      |      |      | 5,65  |      |
| 11                | Augusto de Oliveira    | Brasil         | xxo  | xxo  | xxx  |      |      |      | 5,65  |      |
| 12                | Xue Changrui           | China          | xo   | xxx  |      |      |      |      | 5,50  |      |
|                   | Valentin Lavillenie    | França         | xxx  |      |      |      |      |      | NM    |      |

Legenda
| Recorde mundial       | Recorde mundial (World record)               |                       | Recorde africano                      | Recorde africano (African) |                                           | Q | Classificado por posição (Qualified) |
| Recorde do campeonato | Recorde do campeonato (Championship record)  | Recorde da América    | Recorde da América (Americas)         | q                          | Classificado por melhor tempo (Qualified) |   |                                      |
| Melhor marca do ano   | Melhor marca do ano (World leading)          | Recorde asiático      | Recorde asiático (Asian)              | DNS                        | Não largou (Did not start)                |   |                                      |
| Recorde nacional      | Recorde nacional (National record)           | Recorde europeu       | Recorde europeu (European)            | DNF                        | Não terminou (Did not finish)             |   |                                      |
| Recorde pessoal       | Recorde pessoal do atleta (Personal best)    | Recorde da Oceania    | Recorde da Oceania (Oceania)          | DSQ / DQ                   | Desclassificado (Disqualified)            |   |                                      |
| Recorde da temporada  | Recorde da temporada do atleta (Season best) | Recorde sul-americano | Recorde sul-americano (South America) | NM                         | Sem marca (No mark)                       |   |                                      |